# Kirk Hammett
Kirk Hammett   (San Francisco, 18 de novembre de 1962) és un músic estatunidenc conegut per ser el guitarrista principal del grup heavy metal i thrash metal Metallica des de l'any 1983. És un dels estudiants més coneguts del llegendari guitarrista i instructor Joe Satriani, i és reconegut com un dels millors guitarristes de tota la història. Anteriorment va formar part de la banda Exodus.

## Biografia
Hammett va néixer a San Francisco però va créixer al poble de El Sobrante (Califòrnia), fill de Dennis L. Hammet (de la Marina Mercant) i Teofila Oyao, d'ascendència filipina. Va néixer a l'institut De Anza High School de Richmond (Califòrnia), on va coincidir amb Les Claypool, que posteriorment formaria part de la banda Primus.
Des de molt jove va mostrar un gran interès en la gran col·lecció de discos de rock del seu germà Rick, que contenia material de The Rolling Stones, Queen, Black Sabbath, Deep Purple, Led Zeppelin, Thin Lizzy, UFO, Jimi Hendrix entre d'altres. De vegades interpreta parts d'algunes cançons de Hendrix durant els seus sols. Aquest interès va desembocar en la compra de la seva primera guitarra a l'edat de quinze anys, una Montgomery Ward. Després de tenir la seva primera Stratocaster l'any 1978, Hammett va intentar personalitzar el seu so amb parts de diverses guitarres. Va arribar fins i tot a treballar en un Burger King per a poder comprar el seu primer amplificador Marshall.
Hammett s'ha casat en dues ocasions, inicialment amb Rebecca durant tres anys (1987-1990). La segona boda fou amb Lani el 1998, amb qui encara segueix casat, té dos fills Angel (2006) i Vincenzo (2008), i resideixen a San Francisco.
L'any 2014 va crear el Kirk Von Hammett's Fear FestEvil, un congrés anual sobre terror. La primera edició es va celebrar al Regency Ballroom de San Francisco entre els dies 6 i 8 de febrer de 2014. Aquesta convenció presenta actuacions en directe, signatures, xerrades, vending i diversos convidats.

## Carrera musical

### Exodus (1979–1983)
Els interessos musicals de Hammett el van conduir al gènere conegut com a thrash metal. El 1982, quan tenia setze anys, va formar el grup Exodus amb el vocalista Paul Baloff, el guitarrista Gary Holt, i el bateria Tom Hunting. Exodus va ser crucial en el moviment del thrash durant la dècada dels 80 a Califòrnia.

### Metallica
El 1983, quan Metallica anava a gravar el seu primer disc Kill 'em All, James Hetfield i Lars Ulrich van convidar Hammett a formar part del grup, ja que amb el llavors guitarrista líder de la banda, Dave Mustaine, va ser expulsat de la banda per la seva excessiva addicció a l'alcohol. Va viatjar a Nova York per participar en l'audició i fou l'escollit pels membres de Metallica. Després de gravar l'àlbum, Hammett va començar a prendre classes de guitarra amb l'ara famós Joe Satriani. Durant uns mesos va seguir formant part d'Exodus però també participava en concerts de Metallica.
Hammett va compondre nombrosos riffs per l'àlbum Ride the Lightning de Metallica, tot i que un d'ells fou utilitzat per "Enter Sandman", que va escriure a l'habitació d'un hotel a les 3.00 de la matinada. Aquest tema va esdevenir una de les cançons més popular de la banda. Era la primera cançó i single del Black Album que va ser classificat al lloc 252 de la llista dels Llista de les 500 millors cançons de tots els temps segons Rolling Stone, fet per la revista Rolling Stone, els quals també va col·locar al lloc 11 dels 100 millors guitarristes de la història.
En finalitzar la gira de l'àlbum Metallica va aprofitar per estudiar teoria cinematogràfica i història de l'art oriental en la San Francisco State University. També va aprofundir en la música jazz per descobrir els orígens de les diverses influències que ha rebut durant la seva trajectòria. Això va influir en el seu estil, en la improvisació, aptituds i solos.
Per l'enregistrament de St. Anger (2003) van aparèixer moltes tensions entre els membres del grup, una de les quals protagonitzada per Hammett perquè volia introduir diversos solos de guitarra en les cançons, mentre que tan el bateria Lars Ulrich com el productor Bob Rock no hi estaven d'acord pel so que volien mostrar en l'àlbum. Aprofitant l'ajornament de la gravació perquè el cantant James Hetfield pogués rehabilitar-se de la seva addicció a l'alcohol, Hammett va expressar el seu desig de treballar en un àlbum en solitari, tot i que finalment no es va concretar.
El 2002 se li va donar un lloc al «Saló de la Fama» de la revista Guitar World. El 4 d'abril de 2009 fou inclòs en el Rock and Roll Hall of Fame junt als altres membres de Metallica, el membre anterior Jason Newsted i el desaparegut Cliff Burton. El 2009 va realitzar el pròleg del llibre To Live Is to Die: The Life and Death of Metallica's Cliff Burton, escrit per l'autor britànic Joel McIver.

### Altres aparicions
Ha participat tocant la guitarra en l'àlbum Kichigai de Septic Death, en les cançons "Satan" amb Orbital per la banda sonora de la pel·lícula Spawn (1997), en "Headbanger" de Pansy Division, "Trinity" de Carlos Santana, "If Rap Gets Jealous" de K'naan (2006).
També va aparèixer en el videoclip "John the Fisherman" de Primus gràcies a la seva amistat amb Les Claypool, cantant i baixista de la banda. Va doblar-se ell mateix i altres personatges en el capítol "The Mook, the Chef, the Wife and Her Homer" de The Simpsons (2006), va aparèixer com a convidat en l'episodi "Jacksonville" de la sèrie de televisió Space Ghost Coast to Coast junt a Hetfield, i també en un episodi de la sèrie Jon Benjamin Has a Van com a actor i guitarrista.
Junt als companys de Metallica, el seu personatge és un dels principals del videojoc musical Guitar Hero: Metallica.

## Equipament

### Guitarres[1]
- ESP Spider
- ESP Skull
- ESP Ouija
- Gibson Les Paul
- Jackson Randy Rhoads Model
- ESP Flying V
- ESP Flying V Death Magnetic
- ESP Mummy
- ESP Dracula
- Gibson Flying V
- Jackson Roswell Rhoads
- ESP M2
- ESP KH2
- ESP KH-2 Vintage
- ESP Wave Castor
- Fender Stratocaster
- ESP White ouija guitar
- IbanezRG

### Amplificadors
- Mesa Boogie Tremoverb 2x12 Combo Amp[1]
- Mesa Boogie Triaxis Pre-Amp[1]
- Mesa Boogie Strategy 400 Stereo power Amp[1]
- Mesa Boogie 4x12 Speaker Cabinet[1]
- Mesa Boogie 2x12 Speaker Cabinet[1]
- Mesa Boogie Dual Rectifier Amp[1]
- Marshall Amplificadors
- Randall Kirk Hammett Signature Amplificadors

### Accessoris
- Pues Jim Dunlop Tortex 0.88mm Custom
- Cordes Dean Markley "Regular"
- Corretja Custom Levy's
- Pedal Dunlop Crybaby Kirk Hammet Signature Wah
- EMB Audio Remote Wah System
- Pedal Digitech Whammy
- Pedal Lovetone Meatball (usat a 'I Disappear')
- Pedal Ibanez Tube Screamer TS-9
- Pedal Boss SE-50

## Discografia

### En Solitari
- Portals (2022)[8]

### Death Angel
- Kill as One (demo) (productor)

### Headbanged
- Metal Militia (demo)

### Exodus
- 1982 Demo (demo)
- Die By His Hand (demo)

### Metallica
- Kill 'Em All (1983)
- Ride the Lightning (1984)
- Master of Puppets (1986)
- ...And Justice for All (1988)
- Metallica (1991)
- Load (1996)
- ReLoad (1997)
- St. Anger (2003)
- Death Magnetic (2008)
- Hardwired... to Self-Destruct (2016)